# Bothus mancus
Bothus mancus е вид лъчеперка от семейство Bothidae. Видът не е застрашен от изчезване.

## Разпространение и местообитание
Разпространен е в Австралия (Коралови острови, Куинсланд, Лорд Хау и Нов Южен Уелс), Американска Самоа, Гуам, Еквадор (Галапагоски острови), Индонезия, Кения, Кокосови острови, Коста Рика (Кокос), Мавриций, Мадагаскар, Малдиви, Малки далечни острови на САЩ (Мидуей), Маршалови острови, Мексико (Ревияхихедо), Микронезия, Мозамбик, Нова Каледония, Остров Норфолк, Остров Рождество, Острови Кук, Палау, Папуа Нова Гвинея, Питкерн, Провинции в КНР, Реюнион, Самоа, САЩ (Хавайски острови), Северни Мариански острови, Сейшели, Тайван, Тонга, Филипини, Франция (Клипертон), Хонконг, Чили, Южна Африка и Япония (Бонински острови и Рюкю).
Обитава крайбрежията на тропически води, пясъчни и скалисти дъна, океани, морета, заливи и рифове. Среща се на дълбочина от 0,3 до 150 m, при температура на водата от 23,2 до 29,3 °C и соленост 33 – 36,2 ‰.

## Описание
Теглото им достига до 1750 g.
Популацията на вида е стабилна.